# Isola di San Pietro
Isola di San Pietro este o arie protejată (arie specială de conservare — SAC, sit de importanță comunitară — SCI) din Italia întinsă pe o suprafață de 9.274 ha, din care 46 % marine.

## Localizare
Centrul sitului Isola di San Pietro este situat la coordonatele 39°08′38″N 8°15′47″E / 39.143889°N 8.263056°E.

## Înființare
Situl Isola di San Pietro a fost declarat sit de importanță comunitară în septembrie 1995 pentru a proteja 2 specii de plante și 34 de specii de animale. Situl a fost protejat și ca arie specială de conservare în aprilie 2017.

## Biodiversitate
Situată în ecoregiunea mediteraneană, aria protejată conține 27 de habitate naturale: Ape stătătoare oligotrofe până la mezotrofe, cu vegetație de Littorelletea uniflorae și/sau de Isoëto-Nanojuncetea, Peșteri marine scufundate complet sau parțial, Dune mobile cu vegetație embrionară, Golfuri mici largi și golfuri puțin adânci, Recifuri, Pseudostepă cu ierburi și specii anuale de Thero-Brachypodietea, Dune cu vegetație ierboasă Malcolmietalia, Tufărișuri halofile mediteraneene și termo-atlantice (Sarcocornetea fruticosi), Faleze cu vegetație de Limonium spp. endemic de pe coastele mediteraneene, Dune de coastă cu Juniperus spp., Vegetație anuală la limita mareei, Iazuri temporare mediteraneene, Păduri de Quercus ilex și Quercus rotundifolia, Bancuri de nisip acoperite în permanență slab de apă marină, Păduri de pin mediteraneene cu pini mezogeni endemici, Tufărișuri termo-mediteraneene și de pre-deșert, Dune împădurite cu Pinus pinea și/sau Pinus pinaster, Lagune de coastă, Matorral arborescenți cu Juniperus spp., Pășuni mediteraneene udate de apa mării (Juncetalia maritimi), Dune de pe litoral fixate cu Crucianellion maritimae, Formațiuni scunde de Euphorbia în apropierea falezelor, Straturi cu Posidonia (Posidonion oceanicae), Dune mobile de-a lungul țărmului cu Ammophila arenaria („dune albe”), Galerii și tufărișuri riverane sudice (Nerio-Tamaricetea și Securinegion tinctoriae), Dune cu tufărișuri sclerofile Cisto-Lavenduletalia, Phrygana endemică cu Euphorbio-Verbascion.
La baza desemnării sitului se află mai multe specii protejate:
- plante (2): Astragalus maritimus, Rouya polygama
- păsări (27): pescăruș albastru (Alcedo atthis), Alectoris barbara, fâsă-de-câmp (Anthus campestris), egretă mare (Ardea alba), ciocârlie-cu-degete-scurte (Calandrella brachydactyla), Calonectris diomedea, prundăraș de sărătură (Charadrius alexandrinus), erete de stuf (Circus aeruginosus), egretă mică (Egretta garzetta), Falco eleonorae, șoim călător (Falco peregrinus), cocor (Grus grus), piciorong (Himantopus himantopus), stârc pitic (Ixobrychus minutus), Larus audouinii, Larus genei, pescăruș râzător (Larus ridibundus), ciocârlie de pădure (Lullula arborea), Phalacrocorax aristotelis desmarestii, Phoenicopterus ruber, cristei de baltă (Rallus aquaticus), ciocântors (Recurvirostra avosetta), chiră de baltă (Sterna hirundo), chiră mică (Sternula albifrons), Sylvia sarda, silvie de tufiș (Sylvia undata), chiră de mare (Thalasseus sandvicensis)
- amfibieni (1): Discoglossus sardus
- mamifere (2): liliac cu picioare lungi (Myotis capaccinii), liliacul mic cu potcoavă (Rhinolophus hipposideros)
- nevertebrate (1): Brachytrupes megacephalus
- pești (1): Aphanius fasciatus
- reptile (2): Caretta caretta, Euleptes europaea

Pe lângă speciile protejate, pe teritoriul sitului au mai fost identificate 36 de specii de plante, 64 de specii de păsări, 2 specii de amfibieni, 8 specii de mamifere, 7 specii de nevertebrate, 1 specie de pești, 9 specii de reptile.